# Dusona sparsa
Dusona sparsa là một loài tò vò trong họ Ichneumonidae.